# Diogo Barbosa Machado

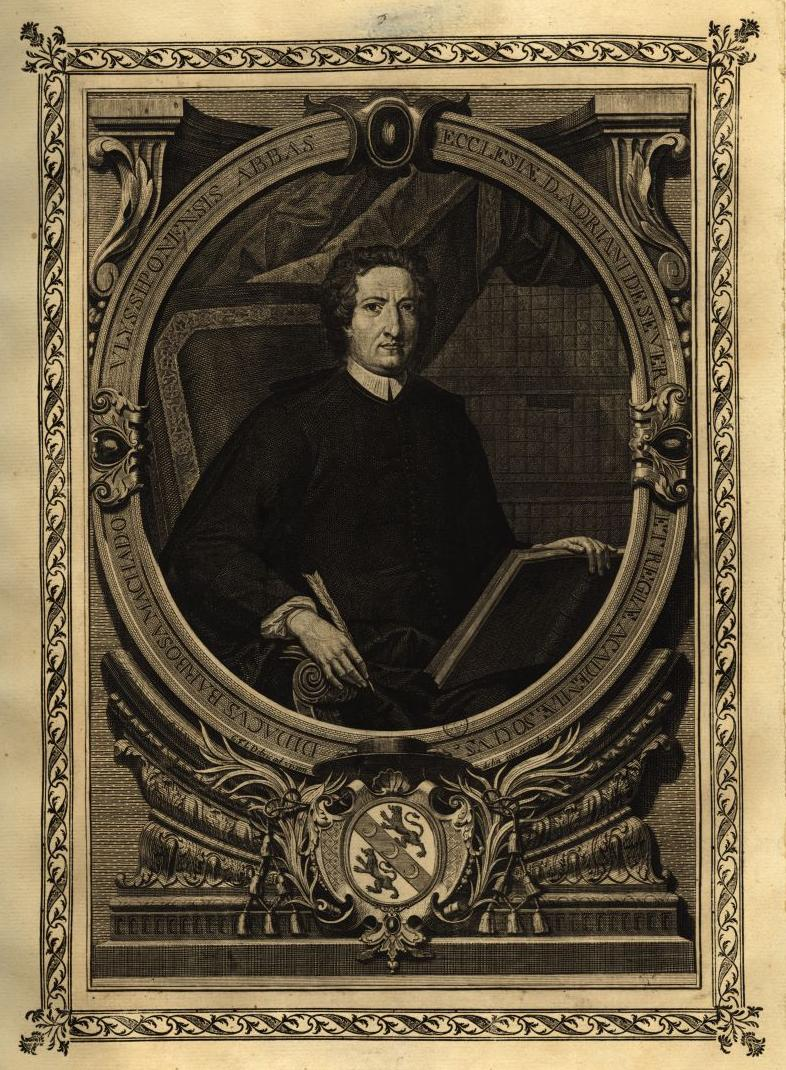
Diogo Barbosa Machado (gravura).

Diogo Barbosa Machado (Lisboa, 31 de Março de 1682 – Lisboa, 9 de Agosto de 1772) foi um presbítero secular católico, escritor e bibliógrafo português. 
Foi o autor da Bibliotheca Lusitana, a primeira grande obra de referência bibliográfica editada em Portugal. Reuniu uma impressionante colecção de livros, opúsculos e gravuras que ofereceu ao rei D. José I de Portugal após a biblioteca real ter sido consumida pelo fogo na sequência do terramoto de 1755. Levada para o Brasil, quando a família real portuguesa ali se refugiou em 1807, a colecção de Barbosa Machado constitui hoje um dos mais preciosos fundos da Biblioteca Nacional do Rio de Janeiro.

## Biografia
Filho segundo do capitão João Barbosa Machado, e de sua mulher D. Catarina Barbosa. Foi irmão de José Barbosa e de Inácio Barbosa Machado, dois distintos intelectuais setecentistas.
Estudou com os padres da Congregação do Oratório, de Lisboa, e em 1708 matriculou-se na faculdade de direito canónico da Universidade de Coimbra, desistindo dos estudos por motivo de doença.
Pretendendo seguir a carreira eclesiástica, obteve um benefício simples na igreja de Santa Cruz de Alvarenga, diocese de Lamego, e recebeu ordens de presbítero, a 2 de Julho de 1724, conferidas pelo bispo de Tagaste D. Manuel da Silva Francês, provisor e vigário geral do arcebispado de Lisboa.
A 4 de Novembro de 1728 foi colocado abade da igreja de Santo Adrião de Sever, no concelho de Santa Marta de Penaguião, diocese do Porto, lugar que manteria durante o resto da sua vida.
Quando em 1720 se fundou a Academia Real de História Portuguesa, Diogo Barbosa Machado foi escolhido para ser um dos seus primeiros 50 sócios de número, incluindo-se entre o grupo selecto de intelectuais que deveriam escrever a história de Portugal e seus domínios e dar corpo ao lema da instituição Restituet omnia, ou seja restituir ao mundo o ilustre conjunto de acções gloriosas dos lusitanos.
Bibliófilo empenhado, conseguiu reunir uma livraria de alguns milhares de volumes, incluindo livros raros sobre a história portuguesa, e grande quantidade de notícias e opúsculos avulsos, coligidas em mais de cem tomos de fólio pequeno. A colecção incluía ainda dois tomos de formato máximo, contendo 690 retratos de reis, príncipes e infantes de Portugal, para além de 4 tomos da mesma forma, contendo 1380 retratos de portugueses célebres, e um tomo formado de cartas e mapas geográficos de Portugal e suas conquistas.
Diogo Barbosa Machado ofereceu esta colecção ao rei D. José I de Portugal, para ajudar compensar a perda da antiga biblioteca régia consumida pelo incêndio que se seguiu ao terramoto de 1755. 
Transportada para o Brasil, em 1807, por ocasião da retirada da família real face à invasão francesa daquele ano, a colecção de Barbosa Machado viria a ser o embrião da Biblioteca Nacional do Rio de Janeiro.
A partir da sua colecção, e através da recolha de múltiplas informações em todo o país, compilou uma desenvolvida notícia bibliográfica, que apelidou Bibliotheca Lusitana, onde tentou reunir toda a informação disponível sobre bibliografia portuguesa e sobre os seus autores. O autor apresenta a obra como uma colectânea onde se compreende a notícia dos autores portugueses e das obras que compuseram desde o tempo da promulgação da Lei da Graça até ao tempo presente. Tendo dedicado o primeiro tomo ao monarca, decidiu dedicar o segundo ao bispo do Porto, gesto que desagradou ao rei, pelo que rasgou o rosto da obra e fez escrever novos frontispícios.
Esta obra é seguramente a mais importante de Barbosa Machado, de seu título completo Bibliotheca Lusitana, Historia, Critica e Chronologica, na qual se comprehende a noticia dos autores portuguezes, e das obras que compozeram desde o tempo da promulgação da Lei da Graça, até o tempo presente. A obra compõe-se de quatro tomos, publicados em Lisboa entre 1741 e 1758. Mantendo grande valor para o conhecimento da literatura portuguesa anterior ao século XVIII, a Biblioteca Lusitana foi recentemente reeditada em disco compacto digital.
O nome de Diogo Barbosa Machado está ligado aos compiladores do Corpus Illustrium Poetarum Lusitanorum em múltiplos aspectos. António dos Reis, o iniciador da compilação, e Manuel Monteiro, o seu sucessor, pertenciam à Congregação do Oratório, importante instituição da renovação cultural da época de D. João V de Portugal, junto de cujos padres Barbosa Machado estudara, e que lhe proporcionou, através de alguns dos seus mestres, a continuação da sua aprendizagem após os seus estudos iniciais e o acesso a numerosa bibliografia dispersa por conventos e mosteiros e por muitas outras instituições eclesiásticas.
No âmbito do movimento que culminaria na expulsão dos Jesuítas, escreveu uma Carta Exortatória aos Padres da Companhia de Jesus da Província de Portugal, anónima, na qual defendia os oratorianos em detrimento dos jesuítas. Esta carta, em que o seu autor guardou o anonimato, foi escrita em defesa dos padres da Congregação do Oratório, e contra os jesuítas, na guerra doutrinal e literária que estas congregações mantiveram, à qual vieram dar novo incremento os escritos de Luís António Verney, e os mais que por aqueles tempos apareceram. Barbosa Machado absteve-se de a incluir na relação das suas obras na Bibliotheca Lusitana, mas consta, de testemunhos certos, ser ele o autor. Os exemplares deste opúsculo, por motivos que se desconhecem, foram todos sequestrados e suprimidos à entrada em Portugal, constando terem escapado apenas três. Contra esta carta escreveu e publicou Francisco de Pina e Melo uma Resposta, que anos depois foi obrigado a suprimir, quando os jesuítas, cuja defesa ele tomava com denodo, foram proscritos e expulsos do reino.
Diogo Barbosa Machado faleceu em Lisboa a 9 de Agosto de 1772. 
Diogo Barbosa Machado escreveu na Bibliotheca Lusitana (vol. I, pág. 634, e vol. IV, pág. 95) uma nota autobiográfica e, depois da sua morte, foi publicado um folheto intitulado Oração funebre nas exequias do Reverendo Sr. Diogo Barbosa Machado, Abbade Reservatario da egreja de Santo Adrião de Sever, celebradas na ermida de Nossa Senhora da Conceição no sítio de Rilhafolles, em o dia 9 de Setembro de 1772 (Lisboa, 1773).

## Obra publicada
Diogo Barbosa Machado é autor de uma vasta obra publicada. Sem ser exaustiva, eis uma lista dos trabalhos mais relevantes impressos:
- Conta dos seus estudos academicos, recitada no Paço a 7 de Septembro de 1722, saiu no tomo II da Collecção dos Documentos e Memorias da Academia de História;
- Conta dos seus estudos, etc., em 22 de outubro de 1724, em 22 de outubro de 1726, em 7 de setembro de 1727 e em 7 de setembro de 1731, publicadas nos tomos IV, VII, e XI da Collecção dos Documentos e Memorias da Academia de História;
- Memorais do reinado de D. Sebastião, de D. Henrique, Filippe I, II, e IIII, 3 volumes in folio;
- Elogio funebre do beneficiado Francisco Leitão Ferreira, recitado no Paço, a 31 de março de 1735, Lisboa, 1735;
- Memorias para a Historia de Portugal, que comprehendem o governo d'el-rei D. Sebastião, unico do nome, desde o anno de 1554 até o de 1561, 4 tomos, Lisboa, de 1736 a 1751 (todos os tomos trazem a estampa comum a todos os frontispícios das obras da Academia, gravada por Vieira Lusitano)
- Bibliotheca Lusitana, Historia, Critica e Chronologica, na qual se comprehende a noticia dos autores portuguezes, e das obras que compozeram desde o tempo da promulgação da Lei da Graça, até o tempo presente, Lisboa, 1741 e 1758;
- As verdades principaes e mais importantes da fé, e da justiça christã, explicadas clara e methodicamente segundo a doutrina da Escriptura, dos Concílios e dos Padres e Doutores da Egreja, etc., traduzido do italiano de Monsenhor Dandini, Lisboa, 1729 (saiu sem o nome do tradutor);
- Relação das solemnes exequias pelos Padres da Congregação da Missão, em 25 e 26 de outubro de 1750, à saudosa memoria d'el-rei D. João V, seu augusto fundador, Lisboa, 1750 (saiu sem o nome do autor);
- Piis manibus Excellentissimi D. Antonii Aloysii de Sousa Marchionis das Minas, Comitis do Prado, Serinissimis Lusitanice Regibus Petro II, & Joanni V à Sanctioribus Consiliis, in Província Transtagana armorum Proefecti, & Augustissimae Regince Stabulis summi. Proepositi Epitaphiumm, largo elogio lapidário incluído no tomo VI das Provas da Historia Genealogica da Casa Real Portugueza de António Caetano de Sousa;
- Carta Exhortatoria aos Padres da Companhia de Jesus da província de Portugal, sem lugar nem ano de edição, mas que se diz impressa em Amesterdão nos fins do ano de 1754 ou princípios de 1755;